# Mănăstirea Cuhea
Mănăstirea Cuhea a fost o mănăstire ortodoxă din satul Cuhea, Comitatul Maramureș, Voievodatul Transilvaniei. A fost ctitorită între 1330-1340 de membrii Dinastia Bogdăneștilor, a cărei fondator, Bogdan I, își avusese reședința în acel loc. Fusese construită pe temeliile unei biserici vechi din lemn, care între timp fusese distrusă.
Mănăstirea a fost distrusă în secolul al XVI-lea în condiții necunoscute. Pe locul acesteia a fost ridicată actuala Biserica de lemn din Bogdan Vodă, care stă în picioare până în ziua de astăzi. 
Ruinele bisericii, cât și necropola medievală sunt în prezent monumente naționale românești. Printre cei înmormântați la mănăstire s-a numărat și Ștefan, fiul cel mare al lui Bogdan I și tatăl lui Petru I.